# Конон отац и Конон син
Свети мученици Конон отац и Конон син су хришћански светитељи.
Отац је био већ старац а син младић од седамнаест година. За време владавине цара Дометијана били су тестером престругани због вере у Исуса Христа. Пострадали су 275. године.
Српска православна црква слави их 6. марта по црквеном, а 19. марта по грегоријанском календару.